# Automobili Florentia

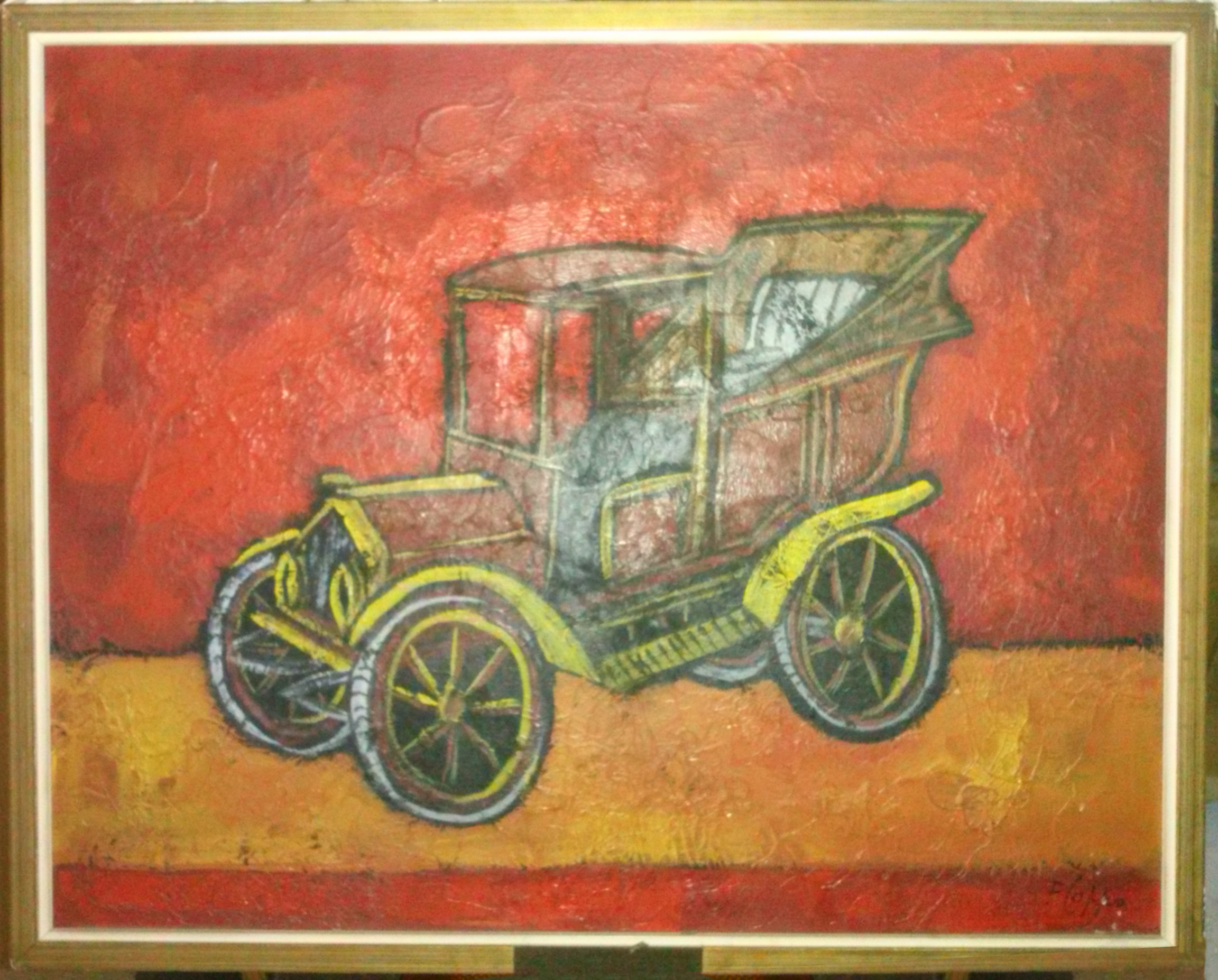
Landaulet 1905

La Automobili Florentia è stata una casa automobilistica italiana, attiva dal 1901 al 1910.

## Storia
Nel 1901 venne fondata a Firenze la Fabbrica Toscana di Automobili conosciuta anche come (F.T.A.) con sede in via del Ponte all'Asse 24 e officina in Viale in Curva 15.
Il primo modello costruito era una vetturetta chiamata Florentia che come caratteristiche aveva un raffreddamento a ventilatore, derivazione di quello installato sulle Mercedes, grazie alla quale la vettura aveva un basso consumo di acqua (9 litri per 500 km). Con questa vettura nel settembre del 1901 un pilota fiorentino riuscì a compiere la salita di Montenero che in alcuni tratti raggiungeva il 22%.

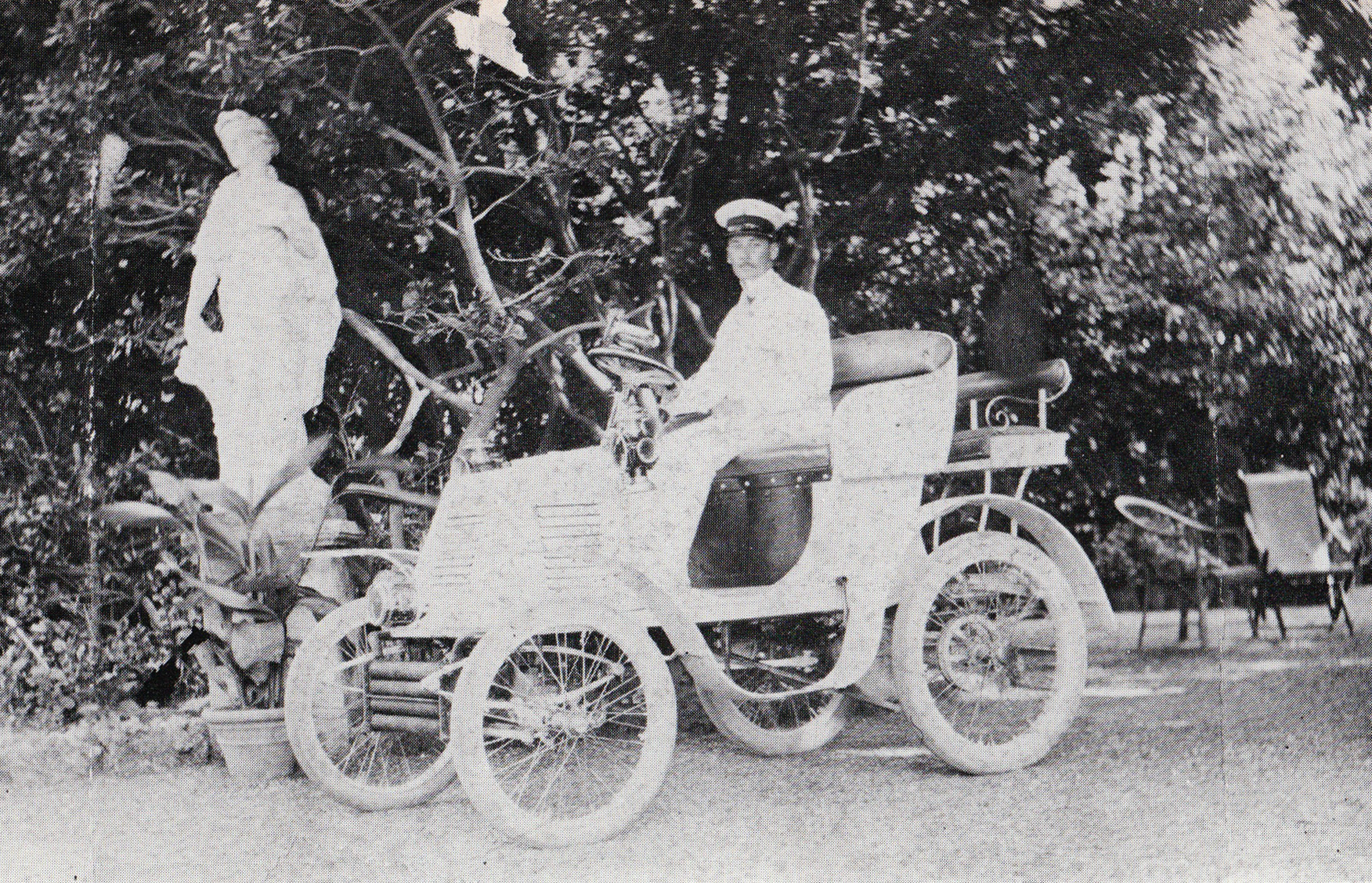
La vetturetta Florentia del 1901

La vettura sembrava avere un roseo futuro e così i soci decisero di consolidare l'azienda che l'11 marzo 1903, con atto stipulato dal notaio Carlo Querci, divenne la S.A. Florentia. L'amministratore unico della nuova società fu Leone Strozzi e il consiglio di amministrazione era composto dal presidente Giovanni Angelo Bastogi e dai consiglieri Neri Martini Bernardi, Giuseppe Alberti e Guido Rava. L'azienda poteva contare su un capitale iniziale di 360.000 lire, aumentato in seguito a 1.200.000 lire. Questa situazione durò fino al 1904 quando entrarono nel capitale altri soci che riuscirono a mettere in minoranza i fondatori.

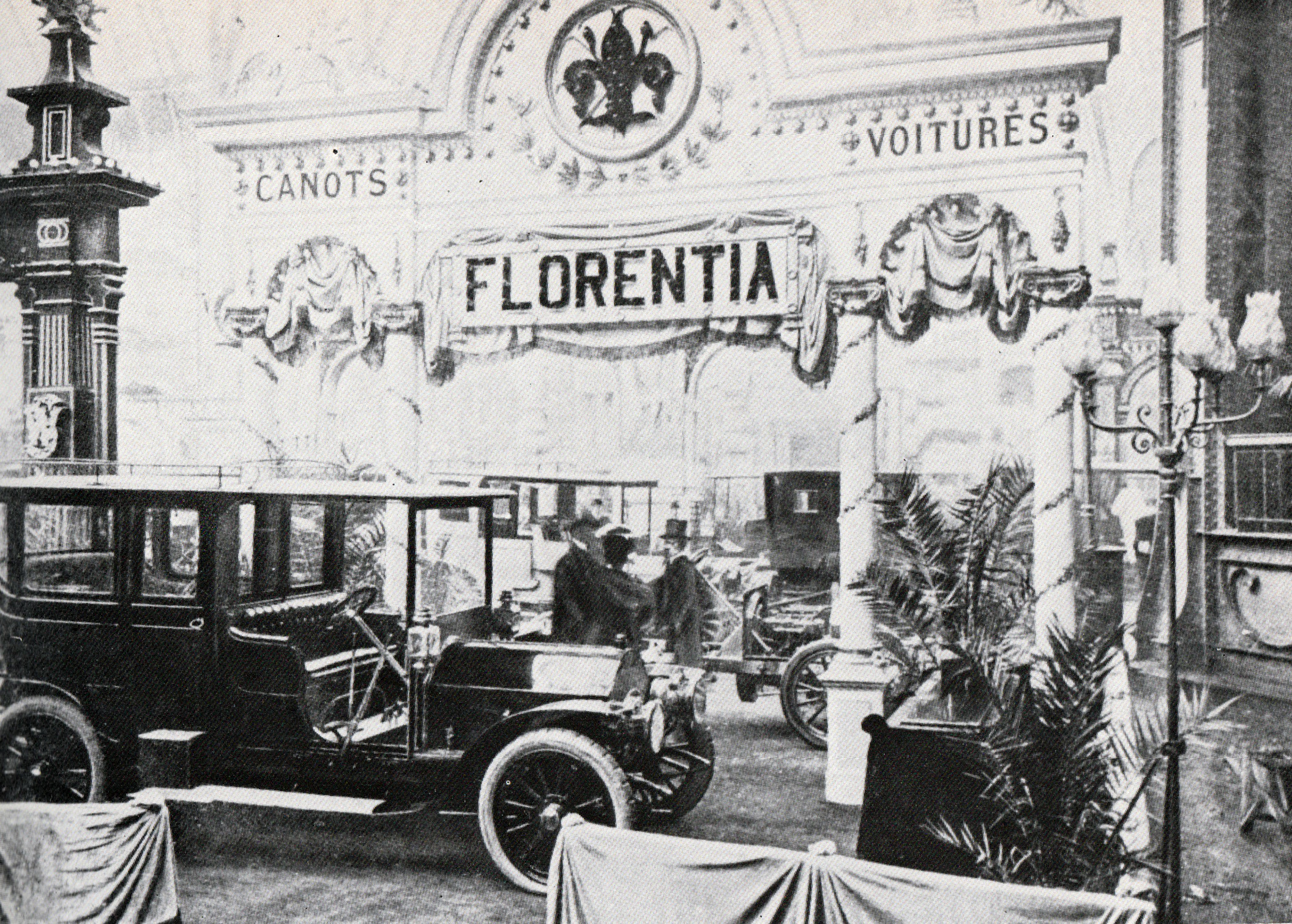
Florentia al Salone di Parigi 1905

L'azienda aveva delle buone vendite e i suoi modelli vennero apprezzati anche ai saloni di Torino, Milano e anche a quello ben più prestigioso di Parigi. Uno dei più celebri clienti fu la regina Margherita che acquistò una vettura carrozzata Laundalette, da lei subito ribattezzata Rondinella, dipinta di nero e grigio ferro. Nel 1904 a Torino venne esposto un modello da corsa a 4 cilindri 40 HP derivato da una Mors che l'anno precedente aveva vinto una tappa della Paris-Madrid. Infatti la Florentia, anche se principalmente costruiva vetture di lusso, partecipava anche alle principali gare del tempo raccogliendo buoni piazzamenti guidata dai pionieri Leone Strozzi, Guido Trieste e Cleto Calosi.
Nel 1905 la Florentia produceva autovetture, su licenza Rochet-Schneider e imbarcazioni leggere a motore, queste ultime costruite nel cantiere navale di Viale San Bartolomeo alla Spezia, diretto dall'ing. Attilio Bisio. La vendita delle automobili veniva curata dalla grande concessionaria milanese, posta al civico 9 di Via Porta Tenaglia, attrezzata con salone espositivo e officina per le riparazioni.

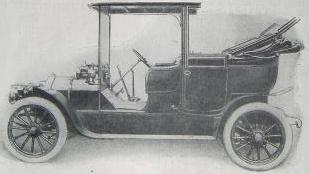
Florentia 20/30 HP carrozzata "landaulet"

La produzione Florentia, caratterizzata da grande lusso, nel 1907 comprendeva quattro modelli:
- 20/30 HP;
- 30/35 HP;
- 40/50 HP, questi tre modelli montavano un motore a quattro cilindri:
- 40 HP, con motore a sei cilindri

Nel 1907 arrivò anche l'ultimo successo in competizioni automobilistiche: il campionato Russo.
Nonostante l'alta qualità delle sue vetture e i buoni risultati nelle corse, nel 1908 si ebbe un radicale rinnovamento societario che oltre a rinnovare al Bastogi la carica di presidente decise di diminuire il capitale a 800.000 lire e poco dopo, l'azienda venne posta il liquidazione il 16 luglio 1910. Le cause della fine della Florentia sono essenzialmente due: l'incapacità di rispondere adeguatamente alla concorrenza e le difficoltà economiche del suo presidente.
Un esemplare del modello "40/50 HP" carrozzato double phaeton, ritrovato negli anni sessanta in un campo di rottamazione presso Salerno, è custodito al Museo dell'Auto di Torino.